# Rábaszentmiklós, Győr-Moson-Sopron
Rábaszentmiklós  este un sat în districtul Tét, județul Győr-Moson-Sopron, Ungaria, având o populație de 138 de locuitori (2011). 

## Demografie
Componența etnică a satului Rábaszentmiklós
     Maghiari (92,96%)
     Germani (4,23%)
     Bulgari (2,82%)
Componența confesională a satului Rábaszentmiklós
     Romano-catolici (81,88%)
     Necunoscută (18,12%)
Conform recensământului din 2011, satul Rábaszentmiklós avea 138 de locuitori. Din punct de vedere etnic, majoritatea locuitorilor (92,96%) erau maghiari, existând și minorități de germani (4,23%) și bulgari (2,82%).  Din punct de vedere confesional, majoritatea locuitorilor (81,88%) erau romano-catolici. Pentru 18,12% din locuitori nu este cunoscută apartenența confesională.